# Crotalaria uguenensis
Crotalaria uguenensis är en ärtväxtart som beskrevs av Paul Hermann Wilhelm Taubert. Crotalaria uguenensis ingår i släktet sunnhampor, och familjen ärtväxter. Inga underarter finns listade i Catalogue of Life.